# JX (オペレーティングシステム)
JXは、カーネルとアプリケーションの両方をJavaプログラミング言語を使って実装したマイクロカーネルオペレーティングシステムである。

## 概要
JXは、拡張されたJava仮想マシン (JX Core)として実装されている。
JX Coreは、Javaシステムに保護ドメインやハードウェアアクセスといった必要な機能のサポートを追加したものであり、
多くのJavaで書かれたコンポーネントがコンピューター上で実行されるアプリケーションにカーネルの機能を提供している。
Javaは型安全な言語であるため、JXはハードウェアによるメモリ保護を使うことなく、実行されているアプリケーション間の分離を提供できる。
この技法は言語ベースのメモリー保護として知られており、JXのシステムコールとプロセス間通信は、
ほとんどのコンピューターで時間のかかる操作であるアドレス空間の切り替えを発生させない。
JXは一般的なハードウェアの一部をサポートしており、スタンドアロンのPCで動作する。
JXはオープンソースソフトウェアであり、フリードリヒ・アレクサンダー大学エアランゲン＝ニュルンベルクにより開発されている。

JXの利点として、以下が挙げられる。
- トラステッド・コンピューティング・ベース (TCB)が小さく、結果として高セキュリティーシステムである。
- アドレス空間の切り替えがなく、ほとんどのマイクロカーネルシステムに比較して、高パフォーマンスである。